# واتسونز بی، نیو ساوت ولز
واتسونز بی (به انگلیسی: Watsons Bay) یک حومه شهر در استرالیا است که در Woollahra Municipality واقع شده‌است.